# Савиных, Николай Николаевич
Николай Николаевич Савины́х (07.09.1923 - 22.10.1984) — ефрейтор Рабоче-крестьянской Красной Армии, участник Великой Отечественной войны, Герой Советского Союза (1945)

## Биография
Николай Савиных родился 7 сентября 1923 года в семье потомственных речников в Омске.
После окончания семилетней школы работал маркировщиком в Нижне-Иртышском пароходстве.
В 1943 году Савиных был призван на службу в Рабоче-крестьянскую Красную Армию. В августе 1943 года вступил в первый бой под Вязьмой. В боях за освобождение г. Орша (Витебско-Оршанская операция) награжден Медалью «За отвагу». Отличился в боях по уничтожению Ясско-Кишинёвской группировки войск противника, был награждён орденом Красной Звезды.
К октябрю 1944 года ефрейтор Николай Савиных был наводчиком 76мм орудия (ЗИС-3), воевал в составе 1325-го лёгкого артиллерийского полка 71-й лёгкой артиллерийской бригады 5-й гвардейской артиллерийской дивизии прорыва 2-го Украинского фронта. Отличился во время освобождения Румынии, лично уничтожив в бою 4 немецких танка Тигр "Panzerkampfwagen VI Ausf. E". Участвовал в освобождении Будапешта, Вены, Братиславы. Войну закончил в Праге в мае 1945 года.
Участник исторического Парада Победы в Москве.
После окончания войны Николай Николаевич был демобилизован. Работал мастером цеха на Омском электротехническом заводе имени Карла Маркса, неоднократно поощрялся благодарностями и почетными грамотами. Был человеком скромным, отзывчивым и трудолюбивым. Пользовался уважением у товарищей по работе и большим авторитетом у молодежи, завещая никогда не забывать и повторять трагедию войны. Всегда с теплотой вспоминал земляка и боевого товарища Жору Хохлова.
Проживал в городе Омск по адресу ул. Волочаевская д.19Ж 
Скончался 22 октября 1984 года. Похоронен на Старо-Северном кладбище в г. Омск на аллее героев.

## Подвиг
Октябрь 1944 года. Утром 6 октября бригада, в которой воевал Савиных, расположилась в маленьком городишке с черепичными крышами Ченодол-Маре, северо-западнее города Арад, расположенного вблизи румыно-венгерской границы. Погода была теплая. Вокруг кукурузные поля, виноградники. Несколько дней стояла тишина. Но это только казалось внешне.Тщательно готовились наши бойцы к встрече с большой танковой колонной "тигров" прорывавшихся из окружения. Николая Савиных назначили командиром противотанкового орудия. В расчете было 6 человек (заряжающий Василий Машков, второй наводчик рязанец Иван Демченко, замковый украинец Степан Кляузников, молдаване прави́льный Юрий Чувап и ящичный Иван Бондаренко, водитель машины "Студабеккер" омич Георгий Хохлов).
«Мое орудие стояло в центре городка на перекрестке двух асфальтированных дорог. Другие батареи стояли на окраине, - вспоминал Николай Николаевич 
– Ранним утром услышали пулеметную очередь. Это были отступающие немецкие мотоциклисты. Из орудия прямой наводкой мы их уничтожили. С наблюдательного пункта передали, что в нашем направлении движутся танки. Мне еще не приходилось вести бои с танками типа «Тигр», я с волнением ждал их приближения. Расчет приготовился к бою. Батарея, что стояла на окраине, не устояла. Немецкие танки подмяли пушки и двинулись к центру города. По связи сообщили: «Идут танки. Будьте готовы». Я скомандовал: «К орудию!» Расчет занял свои места. Первый танк выходил слева от меня на расстоянии 40-50 метров. Заметив пушки, он стал разворачивать башню. В это время мы открыли огонь и после второго попадания снаряда танк загорелся. Из-за дымящегося «тигра» выкатился второй, который также остался стоять на месте подбитый. Третий танк после выстрела нашей пушки, дымя, преградил дорогу. Бойцы расчета держались бодро и зорко, следили за дорогой. С командного пункта сообщили, что за церковной оградой скопились немецкие танки, их нужно уничтожить. Я и заряжающий Машков взяли гранаты, пробрались через каменный забор и забросали танки гранатами. Немцы вновь пошли в обход с правой стороны. Развернув пушку, мы ждали их приближения. В это время враг открыл минометный огонь. Взорвавшаяся мина на орудийной площадке вывела из строя весь расчет. В живых остались Георгий Хохлов, который был в машине, и я. Он стал подносить снаряды, а я заряжал, наводил и вел огонь. Три танка подбили еще. После приказа сменили огневую позицию, оттащили пушку на несколько сот метров назад. С командного пункта передавали: держаться до последнего снаряда. Вновь открыл огонь немецкий миномет и острая боль пронзила меня. Осколком мины я был ранен в ногу навылет. В это время на большой скорости, ведя на ходу огонь, выскочил седьмой танк фашистов, развернулся и пошел в обход, чтобы зайти нам в тыл. Развернув пушку навстречу танку, мы открыли огонь. Огневая дуэль продолжалась несколько минут. Шофер выбился из сил и почти падал. Я, раненный, собрав все силы, выпустил снаряд по танку, который запылал. Вражеский снаряд подбил и мою пушку. В это время наши передовые части были уже рядом. Приказ командования выполнили – танки не прошли».  
Бойцы покинули позицию, Хохлов на руках вынес чудом уцелевшего командира и погрузил в кабину грузовика. Получили по связи приказ отступить. Уходя переулками, оказавшись на окраине города у реки Марош, обнаружили что мост разрушен и приняли решение спустить автомобиль под откос. Укрылись в кукурузном поле, а к утру выбрались из города и несколько суток пробирались к своим.
В госпитале Николай узнал, что представлен к званию Героя Советского Союза, а Георгий Хохлов к ордену Ленина.
Указом Президиума Верховного Совета СССР от 24 марта 1945 года ефрейтор Николай Савиных был удостоен высокого звания Героя Советского Союза с вручением ордена Ленина и медали «Золотая Звезда». Орден Ленина и Золотая Звезда были вручены ему маршалом Р. Я. Малиновским в чехословацком городе Сенец.

## Семья
- Супруга Савиных (Ноздричева) Екатерина Ивановна

1945 год

- Сын Николай
- Дочь Татьяна

## Награды
- Золотая Звезда Героя Советского Союза (24.03.1945)[2]
- Орден Ленина (24.03.1945)[2]
- Орден Красной Звезды (01.08.1944)[2]
- Медаль «За отвагу» (02.04.1944)
- Медаль «За победу над Германией в Великой Отечественной войне 1941-1945 гг.»

## Память

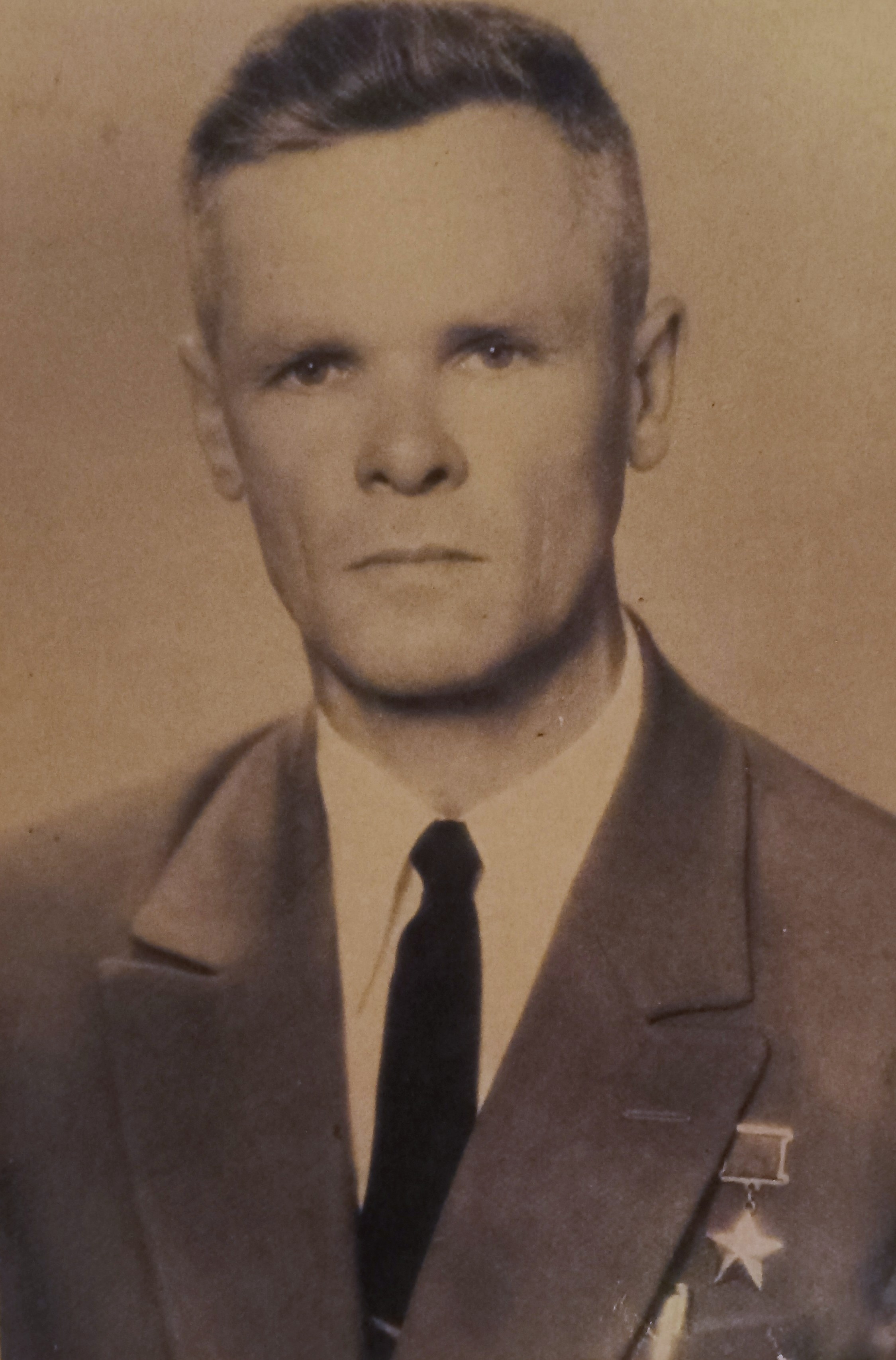
В послевоенное время г. Омск

В начале сентября 2009 года в Омске на заводской территории ОАО "Сатурн" была открыта мемориальная доска с изображением Героя Советского Союза Н. Н. Савиных 